# Ольга Слободанюк
Ольга Слободанюк (Мазур); нар. 9 жовтня 1974, хутір Золотарка, Городоччина, Хмельницька область) — українська майстриня декоративно-прикладного мистецтва, відома картинами‑"висипанками" з круп, насіння, спецій, кави та чаю; також як підприємиця — авторка імбирного печива з художнім декором і лавандових сувенірів та чаїв.

## Біографія
Закінчила художнє училище, але майже 20 років працювала в сільському господарстві. Згодом повернулася до мистецтва після участі у виставці, де представила свої перші «висипанки» із круп і насіння.

## Мистецька діяльність
Створила понад 200 картин у техніці «висипанок»: портрети, пейзажі, зображення тварин. Використовує манку, мак, гречку, спеції, каву, чай і нефарбовані натуральні елементи. Картини експонувалися в Городку, Кам'янці‑Подільському, Хмельницькому і Чернівцях.

## Підприємницькі ініціативи
Отримала грант, обладнала міні-виробництво імбирного печива з художнім розписом. Печиво прикрашає вручну, часто на лавандову тематику чи з написом «Городок». Продукція вирушає по Україні та в Польщу, Італію, Ізраїль і США.
Проводить майстер-класи з розпису печива. З нагоди свят виготовляє тематичні набори як подарунок.

## Лавандова продукція
Любить лаванду, засадила частину городу (близько 140 кущів). Варить лавандове варення, пече печиво, виготовляє мішечки‑саше, мило, трав'яні чаї; чоловік робить лавандове вино. Продукція представлена на благодійних ярмарках у підтримку ЗСУ.

### Виставки
Брала участь у виставках у місцевому краєзнавчому музеї, а також в обласних центрах — Кам'янці‑Подільському, Хмельницькому та Чернівцях.